# Gregory Eskin
Gregory Eskin (en russe : Григорий Ильич Эскин), né le 5 décembre 1936 à Kiev, est un mathématicien russo-israélo-américain, spécialisé dans les équations aux dérivées partielles.

## Biographie
Eskin a obtenu en 1963 son doctorat (candidat ès sciences russe) à l'Université d'État de Moscou sous la  direction  de Guéorgui Chilov. En 1974, Eskin émigre avec sa famille en Israël et devient professeur à l'Université hébraïque de Jérusalem. En 1982, il émigre, toujours avec sa famille, d'Israël aux États-Unis et devient professeur à l'Université de Californie à Los Angeles. En 1983, il est conférencier invité au Congrès international des mathématiciens à Varsovie. Il est élu membre de l'American Mathematical Society en 2014.
Eskin est marié à Marina Eskin, elle-même mathématicienne. Leur fils Alex est professeur de mathématiques à l'Université de Chicago, leur autre fils Eleazar est professeur d'informatique et de génétique humaine à l'UCLA, et leur fille Ascia est chercheuse au Département de génétique humaine de la David Geffen UCLA School of Medicine,.

## Publications (sélection)
Articles
- M. I. Vishik et Gregory Eskin, « Equations in convolutions in a bounded region », Russian Mathematical Surveys, vol. 20, no 3,‎ 1965 (DOI 10.1070/RM1965v020n03ABEH001184.)

- Gregory Eskin, « Parametrix and propagation of singularities for the interior mixed hyperbolic problem », Journal d'Analyse Mathématique, vol. 32, no 1,‎ 1977, p. 17–62 (DOI 10.1007/BF02803574, S2CID 121083501)
- Gregory Eskin, « A new approach to hyperbolic inverse problems », Inverse Problems, vol. 22, no 3,‎ 2006, p. 815–831 (DOI 10.1088/0266-5611/22/3/005, arXiv math/0505452)
- Gregory Eskin, « Aharonov-Bohm effect revisited », Rev. Math. Phys., vol. 27, no 2,‎ 2015, p. 1530001–113 (DOI 10.1142/S0129055X15300010, arXiv 1504.04784, S2CID 119589778)

Livres
- Краевые задачи для эллиптических псевдодифференциальных уравнений (Problèmes aux limites pour les équations pseudodifférentielles elliptiques) М. : Наука, (Moscou, Nauka) 1973. — 232 p.
- Boundary Value Problems for Elliptic Pseudodifferential Equations. American Mathematical Society, 2008. — 375 p.
- Lectures on Linear Partial Differential Equations. American Mathematical Society, 2011. — 410 p.